# Tico Brown
Quautico "Tico" Brown (Kokomo, Indiana, 17 de julio de 1957) es un exjugador de baloncesto estadounidense que disputó ocho temporadas en la CBA. Con 1,96 metros de estatura, jugaba en la posición de base.

## Trayectoria deportiva

### Universidad
Tras pasar por el pequeño Emmanuel College, jugó tres temporadas con los Yellow Jackets del Instituto Tecnológico de Georgia, en las que promedió 16,1 puntos, 4,8 rebotes y 1,2 asistencias por partido. En 1977 fue incluido en el mejor quinteto de la Metro Conference, mientras que al año siguiente apareció en el segundo mejor.

### Profesional
Fue elegido en la vigésimo tercera posición del Draft de la NBA de 1979 por Utah Jazz, pero no fue incluido finalmente en el equipo, por lo que fichó por los Anchorage Northern Knights, en el que sería el inicio de una carrera de ocho temporadas en la CBA, en la que lograría dos campeonatos, uno con los Khights en 1980 y el segundo con los Detroit Spirits en 1983.
Fue líder de anotación de la liga en dos ocasiones, en 1984, anotando 28,7 puntos por partido, y en 1987, consiguiendo 31,3. Posee además tres de las diez mejores anotaciones en un partido de la historia de la liga, con un máximo de 53 puntos conseguidos en 1987 ante los Pensacola Tornados. Acabó su carrera como el máximo anotador de la historia de la liga, al conseguir 8.538 puntos en 363 partidos disputados, siendo además incluido en el mejor equipo del 50 aniversario de la CBA, en su era moderna.